# Mimosa weberbaueri
Mimosa weberbaueri är en ärtväxtart som beskrevs av Hermann August Theodor Harms. Mimosa weberbaueri ingår i släktet mimosor, och familjen ärtväxter. Inga underarter finns listade i Catalogue of Life.